# Estabilidade numérica
No subcampo matemático da análise numérica, estabilidade numérica é uma propriedade desejável de algoritmos numéricos. A definição precisa de estabilidade depende do contexto, mas é relacionada à precisão do algoritmo.